# 1039

## Úmrtí
- 29. listopadu – Adalbero Korutanský, korutanský vévoda (* kolem 980)

## Události
- Český kníže Břetislav I. vytáhl do Polska, kde nad hrobem svatého Vojtěcha vydal Břetislavova dekreta.
- Ostatky svatého Vojtěcha byly přeneseny z Hnězdna do Prahy.

## Hlavy států
- České knížectví – Břetislav I.
- Papež – Benedikt IX.
- Svatá říše římská – Konrád II. / Jindřich III. Černý
- Anglické království – Harold I.
- Aragonské království – Ramiro I. Aragonský
- Barcelonské hrabství – Ramon Berenguer I. Starý
- Burgundské království – Rudolf III.
- Byzantská říše – Michael IV. Paflagoňan
- Dánské království – Hardaknut
- Francouzské království – Jindřich I.
- Kyjevská Rus – Jaroslav Moudrý
- Kastilské království – Ferdinand I. Veliký
- Leonské království – Ferdinand I. Veliký
- Navarrské království – García V. Sánchez
- Norské království – Magnus I. Dobrý
- Polské knížectví – Kazimír I. Obnovitel
- Skotské království – Duncan I.
- Švédské království – Jakob Anund
- Uherské království – Petr Orseolo